# Candesartan
Candesartan là một thuốc chẹn thụ thể angiotensin được sử dụng chủ yếu để điều trị huyết áp cao và suy tim sung huyết.
Nó được cấp bằng sáng chế vào năm 1990 và được chấp thuận cho sử dụng y tế vào năm 1997.

## Sử dụng trong y tế

### Tăng huyết áp
Cũng như các thuốc đối kháng thụ thể angiotensin II khác, candesartan được chỉ định để điều trị tăng huyết áp.

### Suy tim sung huyết
Kết quả từ nghiên cứu CHARM (đầu những năm 2000) đã chứng minh lợi ích giảm tỷ lệ mắc bệnh và tử vong của liệu pháp candesartan trong suy tim sung huyết.

### Tiền tăng huyết áp
Trong một thử nghiệm ngẫu nhiên có kiểm soát kéo dài bốn năm, candesartan được so sánh với giả dược để xem liệu nó có thể ngăn ngừa hoặc hoãn sự phát triển của tăng huyết áp toàn phần ở những người được gọi là tiền tăng huyết áp. Trong hai năm đầu tiên của thử nghiệm, một nửa số người tham gia đã được dùng candesartan và những người khác nhận được giả dược; candesartan làm giảm nguy cơ phát triển tăng huyết áp gần hai phần ba trong giai đoạn này. Trong hai năm cuối của nghiên cứu, tất cả những người tham gia đã được chuyển sang giả dược. Đến cuối nghiên cứu, candesartan đã giảm đáng kể nguy cơ tăng huyết áp, hơn 15%. Tác dụng phụ nghiêm trọng là phổ biến hơn ở những người tham gia dùng giả dược so với những người dùng candesartan.

### Phòng ngừa rung nhĩ
Một phân tích tổng hợp cho thấy candesartan làm giảm nguy cơ rung tâm nhĩ ở những người bị rối loạn chức năng tâm thu thất trái hoặc bị phì đại thất trái. (Điều này cũng đúng với các thuốc ức chế thụ thể angiotensin khác và các thuốc ức chế men chuyển angiotensin).

### Kết hợp với thuốc lợi tiểu
Candesartan cũng có sẵn trong một công thức kết hợp với một liều thấp hydrochlorothiazide lợi tiểu thiazide, để đạt được một tác dụng hạ huyết áp phụ gia. Các chế phẩm kết hợp Candesartan / hydrochlorothiazide được bán trên thị trường dưới nhiều tên thương mại khác nhau bao gồm Atacand HCT, Hytacand, Blopress Plus, Netherec và Ratacand Plus.

### Dự phòng đau nửa đầu
Candesartan được sử dụng thử nghiệm trong điều trị dự phòng chứng đau nửa đầu.

## Tác dụng phụ
Cũng như các loại thuốc khác ức chế hệ thống renin-angiotensin, nếu phụ nữ mang thai dùng candesartan trong tam cá nguyệt thứ hai hoặc thứ ba, nó có thể gây thương tích và trong một số trường hợp, thai nhi tử vong. Hạ huyết áp có triệu chứng có thể xảy ra ở những người dùng candesartan và bị suy giảm thể tích hoặc thiếu muối, cũng có thể xảy ra khi dùng thuốc lợi tiểu phối hợp. Giảm tốc độ lọc cầu thận thận có thể xảy ra; những người bị hẹp động mạch thận có thể có nguy cơ cao hơn. Tăng kali máu có thể xảy ra; những người cũng đang dùng spironolactone hoặc eplerenone có thể có nguy cơ cao hơn.
Thiếu máu có thể xảy ra, do ức chế hệ thống angiotensin của renin.

Candilartan cilexetil

## Hóa học và dược động học
Candesartan được bán trên thị trường dưới dạng este cyclohexyl 1- hydroxy ethyl cacbonat (cilexetil), được gọi là candesartan cilexetil. Candesartan cilexetil được chuyển hóa hoàn toàn bởi các este trong thành ruột trong quá trình hấp thụ vào trạng thái hoạt động của candesartan.
Việc sử dụng một hình thức prodrug làm tăng khả dụng sinh học của candesartan. Mặc dù vậy, sinh khả dụng tuyệt đối tương đối kém ở mức 15% (viên nén candesartan cilexetil) đến 40% (dung dịch candesartan cilexetil). IC50 của nó là 15 µg/kg.

## Lịch sử
Hợp chất được gọi là TCV-116 (candesartan) được nghiên cứu bởi các nhà khoa học Nhật Bản sử dụng chuột trong phòng thí nghiệm tiêu chuẩn. Các nghiên cứu trên động vật được công bố cho thấy hiệu quả của hợp chất vào năm 1992-1993, với một nghiên cứu thí điểm trên người được công bố vào mùa hè năm 1993.

## Tên gọi
Tiền chất candesartan cilexetil được bán trên thị trường bởi AstraZeneca và Takeda Dược phẩm, thường dưới tên thương mại Blopress, Atacand, Amias và Ratacand. Nó có sẵn ở dạng chung.